# 中国科学技术大学校史
中国科学技术大学是中华人民共和国成立后建立的一所理工科大学，拥有半个多世纪的历史。

## 北京创办
在中华人民共和国建国之初，国家急需大批尖端科技人才，特别是新兴边缘科学技术领域（如核物理、空间科技等）。1958年初，北京地区一些研究所的科学家（包括钱学森、华罗庚等人）提出以中国科学院的科研力量为基础，采取“全院办校，所系结合”的方针，创办一所新型的社会主义大学。当年5月，中国科学院副院长张劲夫代表科学院向中央提出申请，刘少奇、周恩来、陈云、邓小平等中央领导人都表示赞成。随后，中国科学院院长郭沫若、教育部副部长黄松龄以及竺可桢、吴有训、严济慈、钱学森、杜润生、郁文、赵守攻、于光远等人组成大学筹备委员会，开始创办学校的筹备工作：“中国科学技术大学”被确立为学校名称，设置原子核物理和原子核工程系、技术物理系、化学物理系、物理热工系、无线电电子学系、自动化系、力学和力学工程系、放射化学和辐射化学系、地球化学和稀有元素系、高分子化学和高分子物理系、应用数学和计算技术系、生物物理系等12个系。1958年9月20日，中国科学技术大学进行了成立暨开学典礼；次日，《人民日报》报道了中国科学技术大学的成立，并称之为“我国教育史和科学史的一项重大事件”。

### 北京时期（1958年-1969年）

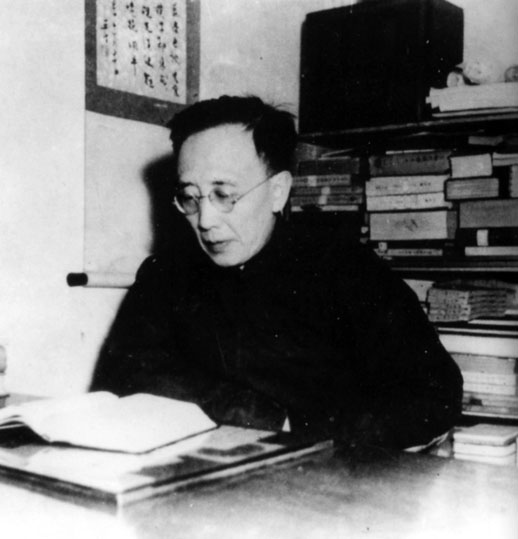
首任校长郭沫若

创建之初的校址在北京市玉泉路中共中央党校内。首任校长为郭沫若，郁文任党委书记。赵忠尧、钱学森、华罗庚、郭永怀、赵九章等当时的学科带头人分别担任近代物理系、近代力学系、数学系、化学物理系、地球物理系等系系主任并亲自授课。在建校第二年，即1959年，被列为全国16所重点大学之一，成为当时最年轻的全国重点大学。1959年8月，中国科学情报大学并入该校，成立科学情报系。1963年7月14日，学校举行首届毕业典礼，时任副总理的陈毅、聂荣臻以及校长郭沫若等参加了毕业典礼。从1963年开始，中科大曾短暂地招收过一些研究生，并有成立研究生院的计划，但由于文革的原因，没有能够实施。1966年，本科学制改为5年。1964年，学校进行了学科调整，将原有的12个系简并为数学系、物理系、近代化学系、近代物理系、近代力学系、无线电电子学系6个系。当年，学校学生总数超过3000人，教师有800多人。
1966年，随着文化大革命的开始，学校也无可避免地受到影响，毕业生分配被推迟到次年，本科生和研究生的录取被停止，学校则停课（1967年，部分年级曾复课）。

## 合肥时期
1970年，学校迁至安徽省合肥市，并开始了“第二次创业”。

### 迁至合肥（1970年-1977年）
在文化大革命的严重冲击下，以及战备疏散的要求，尽管受到师生的一致反对，中科大还是于1969年12月被迫搬出北京。搬迁处曾三易其址（初为河南南阳，后改安徽安庆），最终确定为安徽省省会合肥市，校址为原合肥师范学院。整个搬迁过程一直到1970年10月才基本完成，搬迁过程中图书、器材、教员均流失大半，其中教师数量不足百人。1972年，学校开始了重建工作；由于师资缺乏，1975年，学校在全国范围内挑选了300多名1967-1970届毕业生，组织他们回校学习，培训后作为补充师资。1972年到1976年期间，学校招收了一些学制3年的工农兵学员。虽然受到文革的严重影响，但学校的规模逐渐扩大，到1977年底，全校教师达到1157人。

### 重新崛起（1978年-1992年）
1978年中共“拨乱反正”后，中科大逐渐回到正常的办学轨道，开始了“第二次创业”的高潮。
在中央的支持下和时任副总理方毅的推动下，中科大于1978年3月开设了少年班，选拔智力超常的少年进校学习，首期少年班共招收21名少年大学生。同年，中科大在北京设立了中国大陆的第一个研究生院，并提出建立培养本科-硕士-博士的完整教育体系；首批录取的研究生为107名；1983年，中国大陆首批授予博士学位的18人中，有白志东、苏淳、李尚志、范洪义等7人为中科大培养的研究生。从1979年开始，学校向国外派遣访问和进修学者，为学校的发展培养高科技人才。
1978年，第一任校长郭沫若去世；1980年，原副校长严济慈出任第二任校长；他随后提出了“创寰宇学府，育天下英才”的建校目标。1980年，中科大帮助建立了合肥联合大学，副校长杨承宗兼任合肥联合大学校长。1983年，国家同步辐射实验室获得批准在中科大设立，这也是第一个由高校运行的国家实验室。1984年，在邓小平的支持下，中科大被国务院批准为七五期间国家重点建设的十所高校之一，中科大再度成为中国大陆最受瞩目的理科大学之一。1986年，学校开始新校区（即现在的西校区）的建设。1992年，根据科技论文发表结果，中科大被国家科委评选为中国四所科研业绩最强的大学之一。
1980年代，中科大思想活跃，方励之、温元凯等人对时政的评论曾全国闻名。1986年12月，中科大学生针对合肥市西市区人大代表选举问题，走上街头发起“要求进行民主选举”的游行，成为全国范围的第一次学潮，进而扩散至北京、上海等地，史称八六学潮。
随后，校长管惟炎（1985年接任校长）和副校长方励之被撤换。

### 第三次创业（1993年至今）
1993年，国家制定了《中国教育改革与发展纲要》，提出要办好100所左右的重点大学，开始实施“211工程”；随后1998年，教育部决定重点支持部分高校创建世界一流大学和高水平大学，即“985工程”。中科大作为国家首批211工程（1995年进入）和985工程（1999年进入）支持对象，也大力推行教学科研改革和结构性调整，开始了第三次创业。1998年，中科大加入了中国科学院实施的知识创新工程，从而获得了中国科学院更大的支持。
从1990年代开始，学校积极进行教学现代化，将教学设备和方法进行更新，利用多功能教室以及多媒体计算机展开教学，并在校园中普及计算机网络，使得中科大校园网成为国内高校中普及面和使用率最高的网络之一。
1998年，朱清时担任中科大校长，开始推动学校改革；直到2008年离职，朱清时的任期长达10年，也是首任校长郭沫若之后，任期最长的校长。在担任校长期间，他提出了把学校建成“质量优异、特色鲜明、规模适度、结构合理的世界高水平研究型大学”的目标，并大力推动高层次人才的培养和引进以及积极营造创新环境。
从2003年开始，中国科学院开始进一步支持中科大的改革和“全院办校、所系结合”的办学方针。2003年底，中科院下属的多个研究所的所长或院士被聘任为中科大多个学院院长或系主任。并且在2003年至2006年期间，学校还与中科院的多数院属单位签署了全面合作协议。通过以中国科学院为依托，学校参与了国家大科学工程建设：继1989年建成国家同步辐射实验室后，2003年中科大又独立建立了微尺度物质科学国家实验室，使中科大成为目前全国唯一拥有两个国家实验室的高校。
在此期间，学校举办了两次较受关注的校庆活动：四十周年校庆和五十周年校庆。

### 四十周年校庆
1998年，学校建校40周年。时任中共中央总书记、国家主席的江泽民为中科大四十周年校庆题词“面向二十一世纪，建设一流大学，培育一流人才”，时任中共中央政治局常委、全国人大常委会委员长的李鹏题词“庆祝中国科学技术大学四十周年，为国家科教事业做出新贡献”；此外，原全国人大常委会委员长乔石，原国务委员张劲夫，当时的全国人大常委会副委员长周光召、彭珮云、吴阶平以及全国政协副主席钱伟长、李贵鲜、朱光亚，中科院院长路甬祥、教育部部长陈至立、安徽省委书记回良玉等题词或致信祝贺。9月份，学校举办了各类纪念庆祝活动以及一系列的报告会和研讨会。当时还属于学校管理的北京研究生院和管理学院在北京也分别举行各种庆祝庆典活动。
1999年12月18日，合肥经济技术学院整建制并入中国科学技术大学，定名为中国科技大学经济技术学院。

### 五十周年校庆
2008年是中科大建校第五十年，为庆祝建校五十周年，学校成立了五十周年校庆顾问委员会。2008年9月20日，中科大举行了建校五十周年纪念大会。中国邮政集团同日发行中国科大建校五十周年纪念邮票，这是中国邮政首次为名校五十周年校庆发行邮票。而国家天文台向国际天文学联合会小天体命名委员会申请通过了将编号为19298的一颗小行星正式命名为“中国科大星”，以纪念中科大建校五十周年。
9月25日，中共中央总书记、中国国家主席胡锦涛发来贺信，向中国科学技术大学祝贺建校50周年。胡锦涛称赞科大“取得了一系列具有世界先进水平的原创性科技成果”，勉励科大“努力办成世界一流的研究型大学”。
9月27日，时任中共中央政治局委员、国务委员刘延东和教育部部长周济、安徽省委书记王金山、中国科学院常务副院长白春礼等视察中国科技大学并祝贺校庆。刘延东称赞科大是“新中国创办最成功的大学之一”、是“一所年轻的又充满希望的大学”。